# Vitkovići (Goražde)
Pour les articles homonymes, voir Vitkovići.
Vitkovići (en cyrillique : Витковићи) est un village de Bosnie-Herzégovine. Il est situé dans la municipalité de Goražde, dans le canton du Podrinje bosnien et dans la fédération de Bosnie-et-Herzégovine. Selon les premiers résultats du recensement bosnien de 2013, il compte 978 habitants.

## Géographie
Vitkovići est situé sur les bords de la Drina.

## Démographie

### Évolution historique de la population
| 1948 | 1953 | 1961 | 1971  | 1981  | 1991  | 2013 |
| ---- | ---- | ---- | ----- | ----- | ----- | ---- |
| -    | -    | 834  | 1 115 | 1 158 | 1 080 | 978  |

|  |

### Communauté locale
En 1991, la communauté locale de Vitkovići comptait 2 012 habitants, répartis de la manière suivante :